# جوانان (فیلم ۲۰۱۴)
جوانان (به انگلیسی: Young Ones) یا غرب غارتگر فیلمی محصول سال ۲۰۱۴ و به کارگردانی جیک پالترو است. در این فیلم بازیگرانی همچون نیکلاس هولت، ال فانینگ، مایکل شنون، کدی اسمیت-مک‌فی و ایمی مالینز ایفای نقش کرده‌اند.